# Dekanat świętokrzyski (archidiecezja warszawska)
Dekanat świętokrzyski – były dekanat archidiecezji warszawskiej wchodzącej w skład metropolii warszawskiej. Zgodnie z decyzją kardynała Kazimierza Nycza 1 grudnia 2012 roku dekanat świętokrzyski został zlikwidowany.
Przed likwidacją w skład dekanatu wchodziło 5 parafii:
- Parafia Matki Boskiej Częstochowskiej w Warszawie – Powiślu
- Parafia Świętej Trójcy na Solcu w Warszawie – na Solcu
- Parafia św. Teresy od Dzieciątka Jezus na Tamce w Warszawie – na Tamce
- Parafia św. Aleksandra w Warszawie – na Trakcie Królewskim
- Parafia Świętego Krzyża w Warszawie – na Trakcie Królewskim